# Erebia ligea
El arrán marrón (Erebia ligea) es una mariposa de la subfamilia Satyridae de Nymphalidae. Esta especie está muy extendida en el sureste de Europa y el norte. Prefiere los bosques mixtos en altitudes bajas. Rara vez se ve en áreas abiertas. Esta especie fue descrita por primera vez por Linneo en su 10.ª edición de Systema naturæ en 1758, y de la localidad tipo es Suecia.

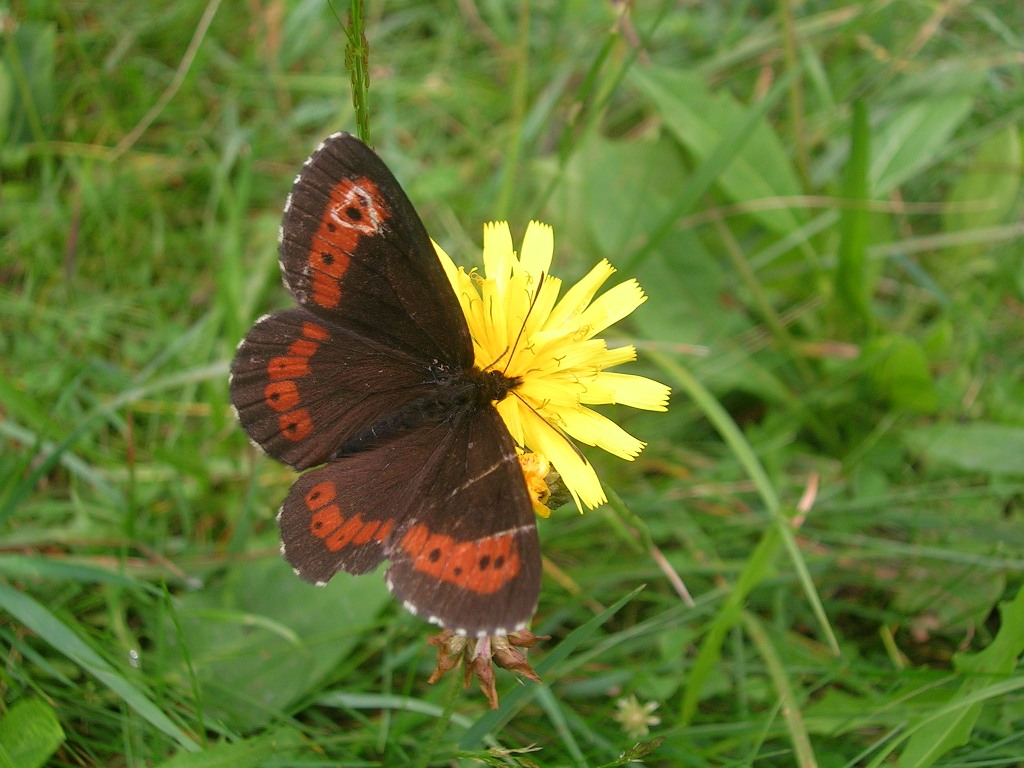
Especie de Oslo.

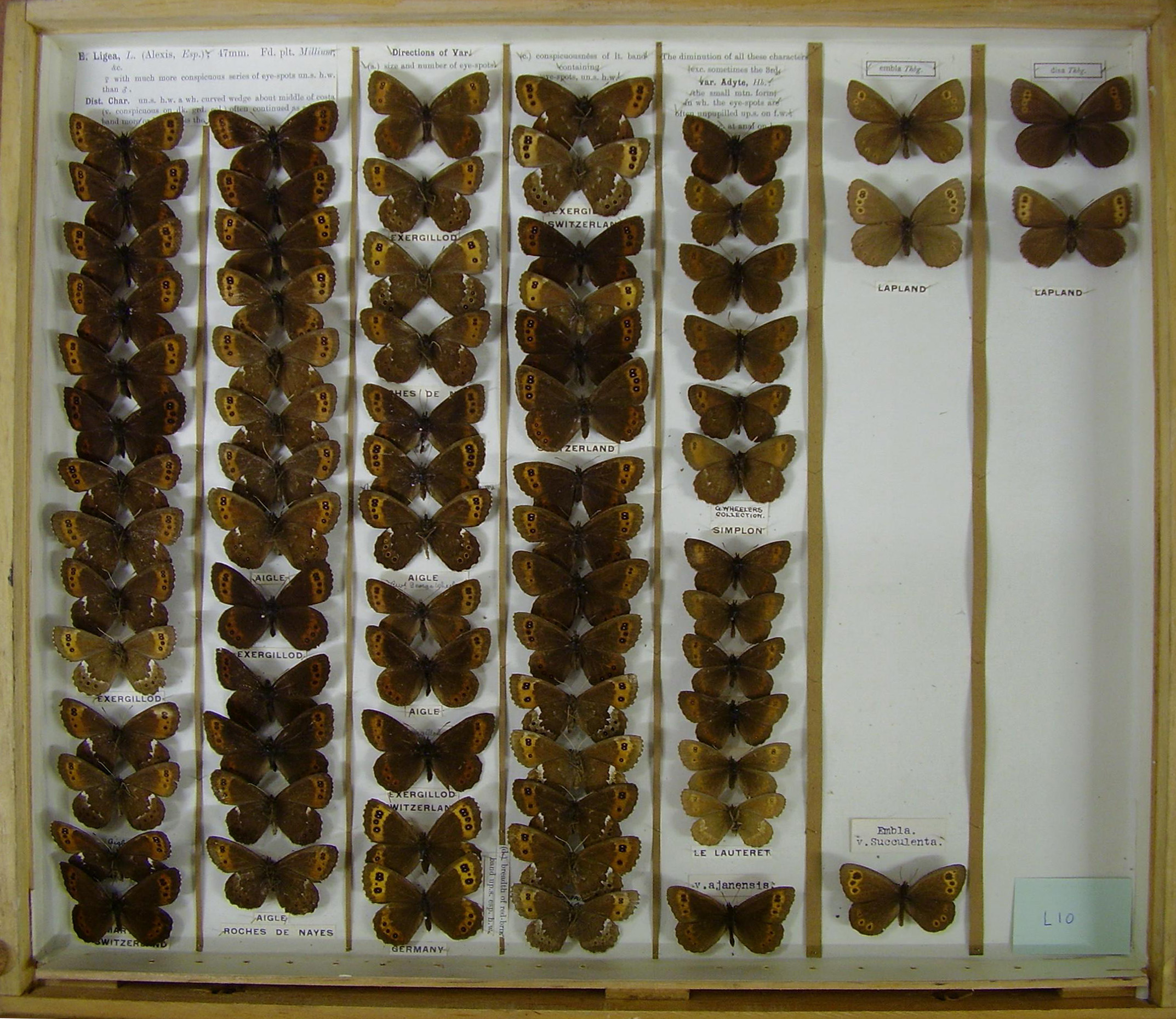
Exposición en el museo de Erebia ligea.

## Descripción
El arrán marrón es una mariposa de tamaño mediano, con una envergadura de entre 30 y 46 mm (1,2 y 1,8 pulgadas). Las hembras tienden a ser un poco más grandes que los machos. La parte superior de las alas tanto en la proa y traseras son de color marrón grisáceo oscuro con una franja rojiza-anaranjada cerca del margen por el que se ejecuta una serie de puntos negros. Muchas de las manchas son pequeñas, pero algunos tienen centros blancos. La parte inferior del ala delantera es de color marrón oscuro con una franja de color rojizo con manchas oculares negros, centrada en blanco cerca del borde exterior. La parte inferior del ala posterior es de color marrón, ribeteado con una fila de manchas oculares de color oscuro más o menos distintas. La parte basal de ellos está cerca del centro del ala y hay uno o dos parches de color blanco. La parte basal del ala posterior de la hembra es de color marrón más oscuro que el resto del ala.

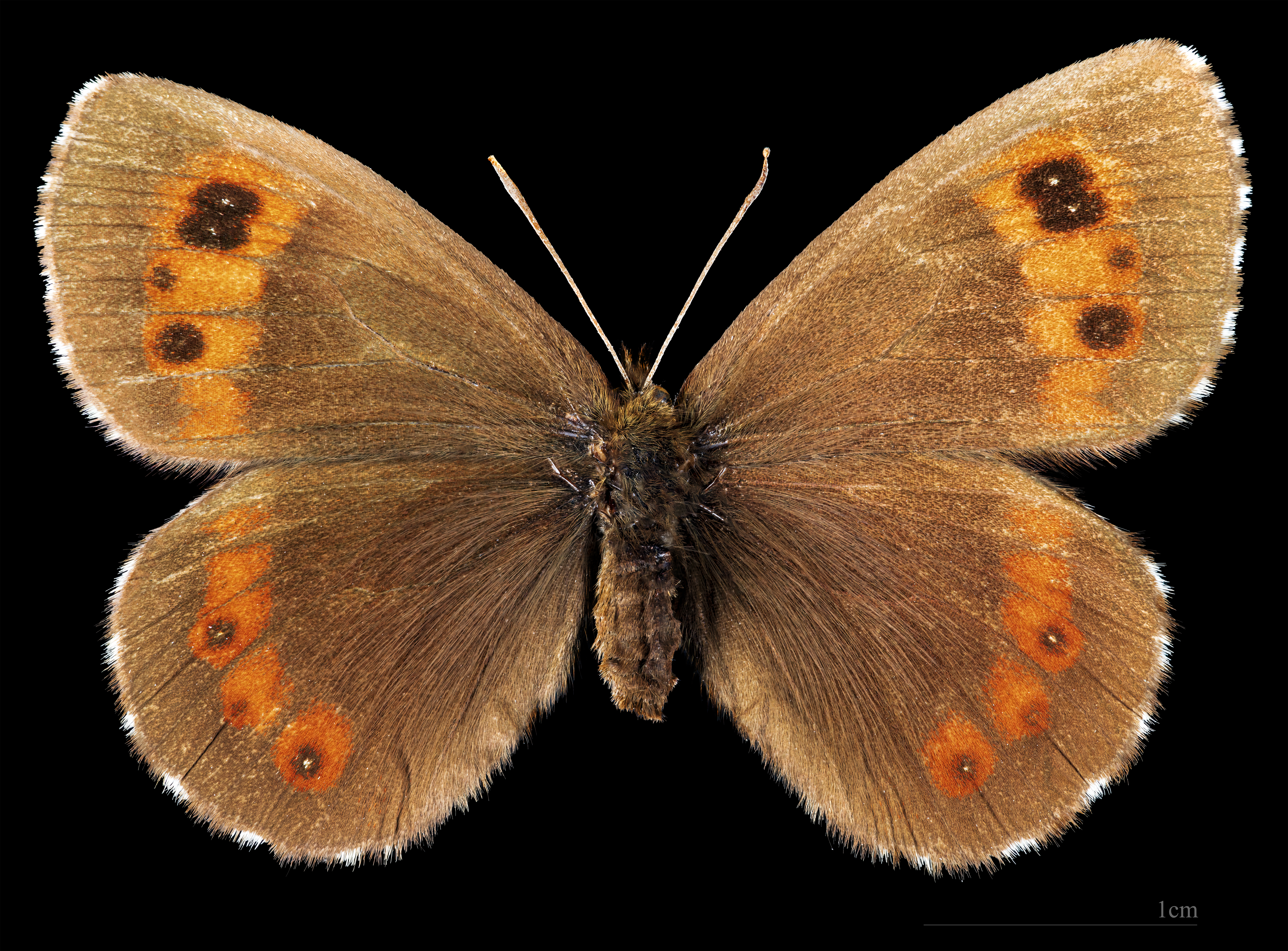
Erebia ligea ligea ♀
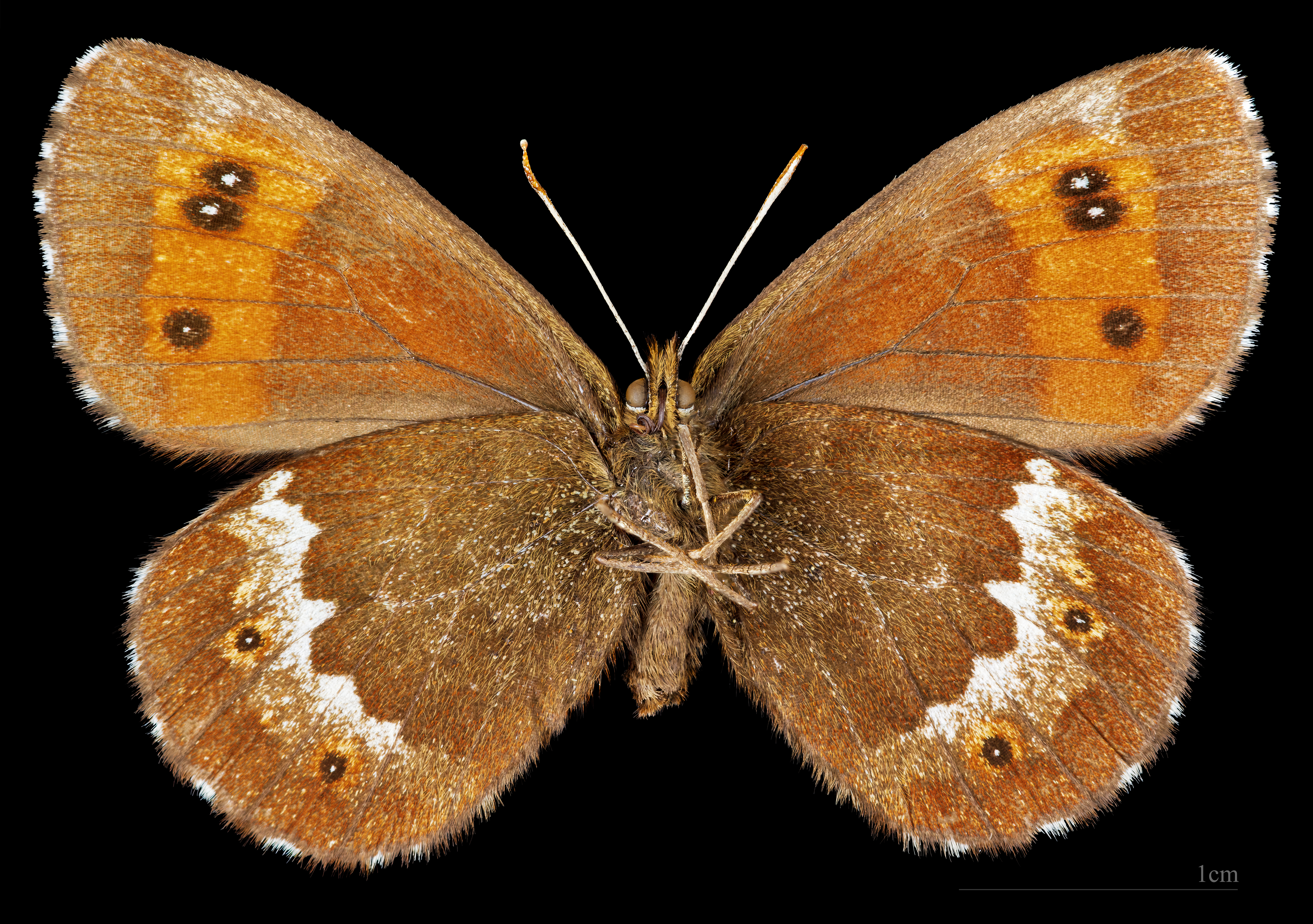
Erebia ligea ligea  ♀ △

Esta mariposa puede distinguirse de la bastante similar "Laponia ringlet" (Erebia embla) y el "rizo ártico" (Erebia disa) por el hecho de que tiene manchas blancas en las superficies inferiores de las alas posteriores y esas mariposas no. También se puede distinguir de la "Ringlet Ártico" por el hecho de que siempre tiene manchas oculares en sus alas traseras mientras que la parte superior de las alas del Ringlet Ártico son de color marrón claro. Otra especie muy similar es el "Dewy rizo", pero que tiene un ala delantera roja más oxidada y la franja roja a lo largo de la parte inferior de las alas no es continua.
Cabe preguntarse si esta mariposa se produce en las islas británicas, pero las colecciones históricas del "Scotch Argus" (Erebia aethiops) contiene algunos ejemplares de "Arran de Brown" entre los ejemplares muy similares de Scottish Argus. El registro original es de la isla de Arran, en las Islas de Clyde en Escocia, en 1803, y es de esto la razón por la que esta mariposa recibe su nombre Inglés.

## Distribución y hábitat
El arrán marrón es originaria de Europa del norte y del sudeste. Se encuentra en las praderas con flores, bosques abiertos, claros de bosque y márgenes de los mismos, con abundancia de Pteridium aquilinum. En el este de Europa hasta los Urales, Siberia, Altái, Transbaikalia, Amur, Kamchatka y Japón.

## Ciclo de vida
Univoltina, de mediados de julio a finales de agosto, la hembra pone sus huevos en los pastos y juncos. En Finlandia, a las larvas les toma dos años desarrollarse y pasar el invierno; hay el doble de orugas. En ese país, los números fluctúan y son mucho más numerosos en los años impares.
- Datos: Q937995
- Multimedia: Erebia ligea / Q937995
- Especies: Erebia ligea